# Blastobasis candidata
Blastobasis candidata é uma espécie de mariposa do gênero Blastobasis pertencente à família Coleophoridae.